# 望東灣
望東灣（英語：Mong Tung Wan），是香港一個海灣，位於新界大嶼山芝麻灣半島西部，鄰近貝澳。

## 命名

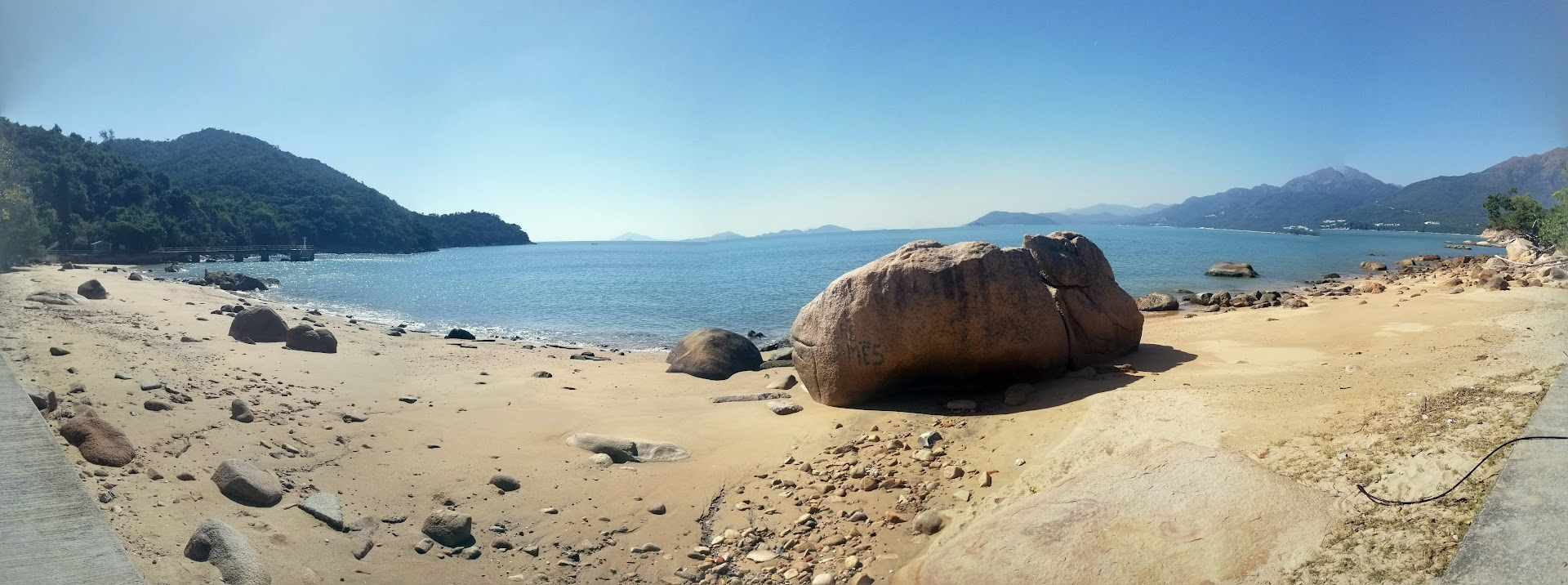
望東灣

望東灣原名「芒塘灣」，有「盛長芒草的海灣」之意，英國租借新界後，將之翻譯為「Mong Tung Wan」，轉譯回中文卻誤譯為「望東灣」，故得此名。

## 地理
望東灣位置偏僻，對外交通非常不便，陸路只有芝麻灣郊遊徑連接貝澳和二浪灣澄碧邨，由望東灣步行至貝澳大約40分鐘至1小時路程，而在岸邊則建有碼頭，只能在長洲預約街渡前往。望東灣有一沙灘，水質和環境比貝澳更佳。
望東灣有一原居民村望東村。2010年，時任發展局局長的林鄭月娥建議在望東灣興建具10萬個龕位的大型骨灰龕場，但不獲當地居民支持而作罷。2011年，新界鄉議局以私人公司名義，建議興建6.6萬個龕位的骨灰龕場，計劃獲望東村村長支持，但建議不獲原居民、大嶼山南部居民和環保團體支持。望東灣碼頭旁有建築物名為「樂濤莊」，在20世紀90年代期間為戒毒人士的康復訓練場所。
香港青年旅舍協會曾在望東灣設賽馬會望東灣旅舍，於1983年啟用。旅舍佔地約3500平方米，為三棟兩層高的建築物組成，建築物設計曾獲「1984年香港建築師學會會長獎」。但由於旅舍交通不便，經營不善，在旅舍長期停止運作後，地皮被香港政府收回，廢置旅舍則被電影服務統籌科用以給團體申請作拍攝場地。